# یورمونگاند

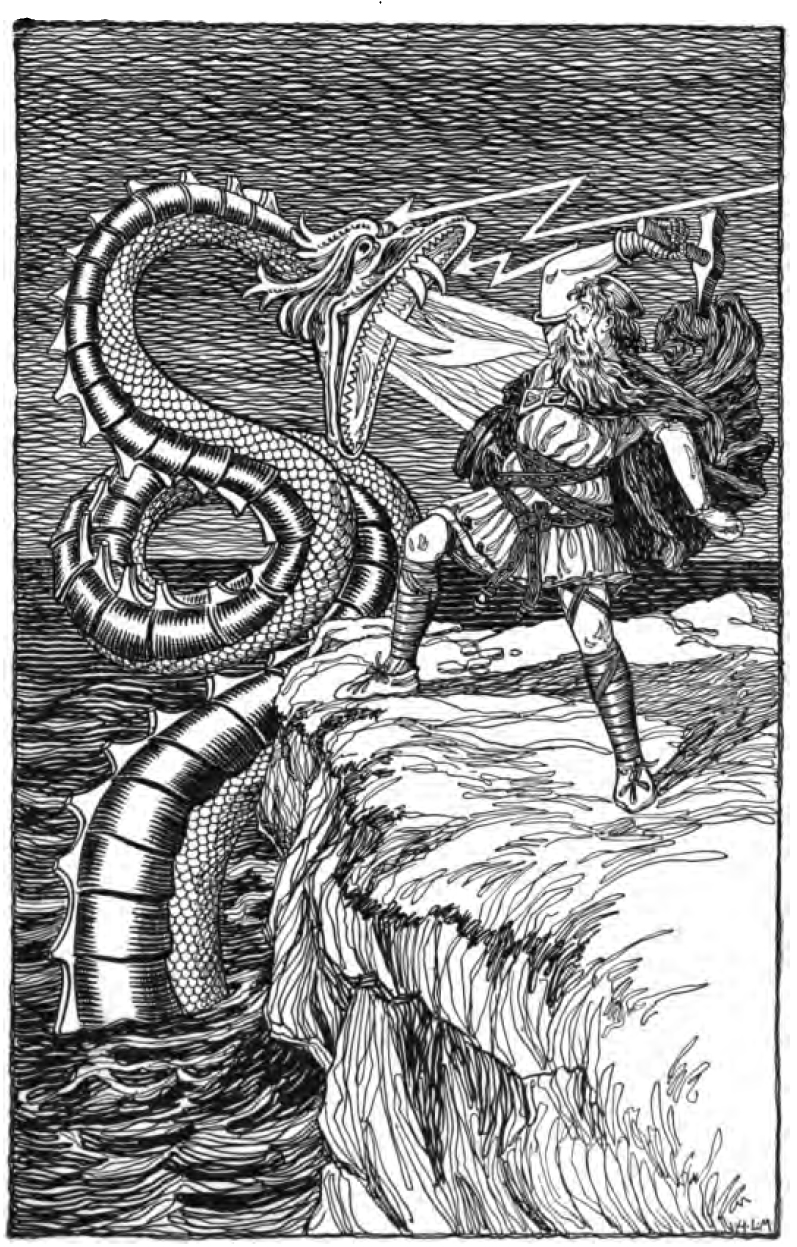
نبرد یورمونگاند و ثور، ثور میولنیر را بدست دارد.

یورمونگاند، (به زبان نورس باستان: Jörmungandr) یا مار جهانی یا مار میدگارد، مار دریایی بزرگی است که فرزند دوم لوکی و انگربودا است. برطبق ادای منثور، اودین هر سه فرزند لوکی، فنریر، هل و یورمونگاند را می‌گیرد و یورمونگاند را در اقیانوسی که زمین (میدگارد) را دربردارد می‌اندازد. این مار آنچنان بزرگ می‌شود و رشد می‌کند که دورتادور زمین را می‌گیرد و سرش به دمش می‌رسد. دشمن اصلی یورمونگاند، ثور است و در راگناروک، ثور موفق به کشتن یورمونگاند می‌شود ولی خود توسط زهرش کشته می‌شود.

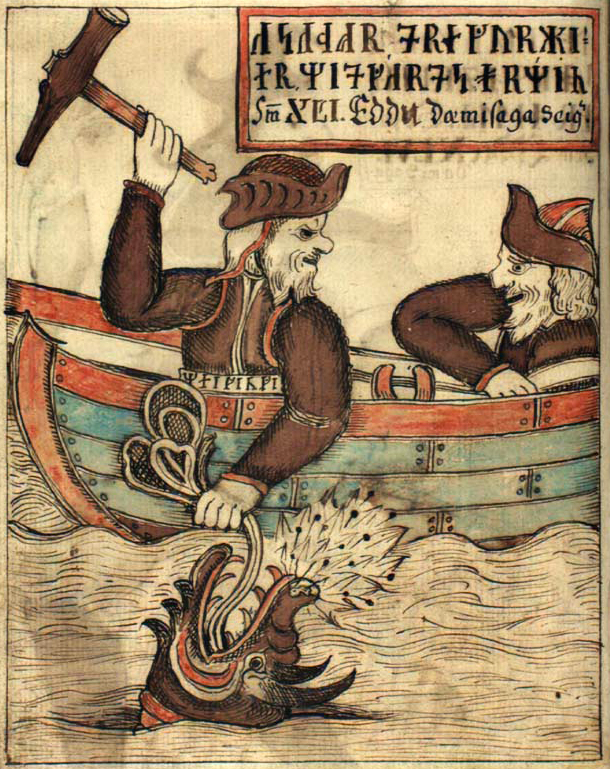
تصویری از خدای ثور و یوتون هایمیر در دریا، جایی که ثور یورمونگاند را روی قلاب می‌گیرد. از یک نسخه خطی ایسلندی قرن ۱۸

ثور دشمن خاص یورمونگاند است و دو نبرد بین آن‌ها در ادا بازگو شده، در یکی ثور با ماهیگیری یورمونگاند را بالا می‌کشد و تنها زمانی که هایمیر غول پیکر ترسیده از این که این اتفاق باعث شروع راگناروک شود ریسمان را قطع می‌کند، و مار را دوباره به اعماق می‌فرستد. با این حال زمانی که راگناروک آغاز شود، ثور و مار میدگارد قرار است یکدیگر را بکشند. یورمونگاند احتمالاً قبلاً در دین قبایل ژرمنی اولیه حضور داشته است، همان‌طور که وجود او در ادیان بعدی پیش از مسیحیت در شاخه‌های مختلف مردم ژرمن نشان داده شده است. برای مثال، آلمانی‌ها زمین لرزه قاره‌ها را به تحرکات او در قرون وسطی نسبت می‌دادند.

## ادای منثور

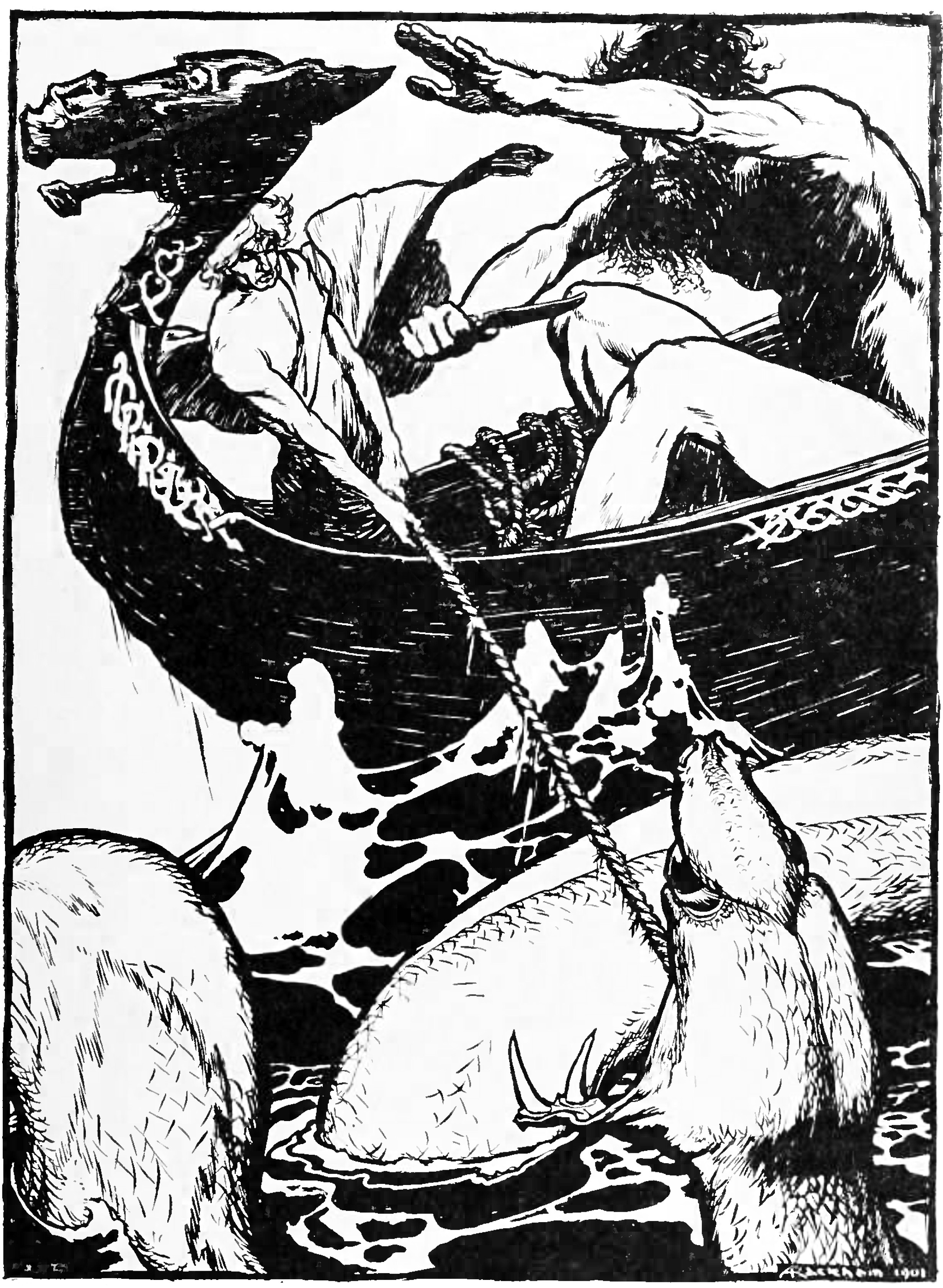
هایمیر با عجله جلو رفت و ریسمان را پاره کرد.

برای اولین بار در این داستان در ادای منثور، ثور با هایمیر غول پیکر روی یک قایق بزرگ ماهیگیری می‌کند. هنگامی که هایمیر از ارائه طعمه به ثور امتناع می‌ورزد، خدای رعد سر بزرگ‌ترین گاو هایمیر را برمی‌دارد و آن را به قلاب خود می‌چسباند. آن‌ها به سمت نقطه‌ای در دریا که هایمیر معمولاً بهترین شانس را دارد، پارو می‌زنند و دو نهنگ و چندین ماهی را صید می‌کنند. هایمیر از سفر راضی است و می‌خواهد به ساحل بازگردد، اما ثور کنترل قایق را در دست می‌گیرد و از آن می‌خواهد برای گرفتن مار بزرگ کمک کند. هایمیر اعتراض می‌کند، اما ثور راهش را ادامه می‌دهد، ثور ریسمان ماهیگیری خود را تقویت می‌کند و قلاب جدید و بزرگتر خود را با سر گاو طعمه می‌کند. هایمیر و ثور در قایق منتظر می‌مانند، و همان‌طور که ثور امیدوار بود، یورمونگاند طعمه را می‌گیرد. ثور مار را از دریا بیرون می‌کشد و دستش را به چکش می‌برد تا آن را بکشد در حالی که یورمونگاند روی قلاب ثور می‌پیچد، از دهانش سم می‌پاشد. ثور مار را در آب‌های خروشان نزدیک‌تر می‌کند و به نظر می‌رسد که قایق نزدیک به واژگونی است که هایمیر، از ترس جانش، به جلو خم می‌شود و ریسمان ماهیگیری ثور را قطع می‌کند. یورمونگاند در زیر سطح دریا شیرجه می‌رود و فرار می‌کند. ثور رو به هایمیر می‌چرخد و طبق نسخه‌های مختلف، یا با چکش غول را می‌کشد یا قبل از ترک قایق و رفتن به ساحل، او را به دریا می‌اندازد.